# Brockham
Brockham est un village de 2 868 habitants dans le Surrey en Angleterre.